# Martina Alzini
Martina Alzini (10 de fevereiro de 1997) é uma desportista italiana que compete no ciclismo nas modalidades de pista e rota. Nos Jogos Europeus de 2019 obteve uma medalha de ouro na prova de perseguição por equipas.

## Medalheiro internacional
| Jogos Europeus | Jogos Europeus        | Jogos Europeus  | Jogos Europeus          |
| Ano            | Lugar                 | Medalha         | Competição              |
| -------------- | --------------------- | --------------- | ----------------------- |
| 2019           | Minsk ( Bielorrússia) | Medalha de ouro | Perseguição por equipas |